# Еленский, Виктор Евгеньевич
Ви́ктор Евге́ньевич Еле́нский (род. 26 марта 1957 г. Чадан, Тувинская АО) — советский и украинский религиовед, публицист, политик. Доктор философских наук (2003), профессор (2019). Народный депутат Украины VIII-го созыва.

## Биография
Родился 26 марта 1957 в городе Чадан, Тувинская АО, где работали его родители — выпускники киевских вузов. В том же году семья вернулась в Киев.
Окончил среднюю школу № 85 в городе Киев.
В 1975 — 1977 годах проходил срочную военную службу.
В 1982 году с отличием окончил исторический факультет Киевского государственного университета имени Т. Г. Шевченко.
В 1986 году участвовал в ликвидации аварии на Чернобыльской АЭС; в составе специального батальона 731 работал в особо опасной зоне.
В 1989 году в Институте философии АН УССР защитил диссертацию на соискание учёной степени кандидата философских наук по теме «Протестантское сектанство в советском обществе: анализ адаптивных процессов».
В 1998 году стажировался в Колумбийском университете в Нью-Йорке.
С 2003 года защитил диссертацию на соискание учёной степени доктора философских наук по теме «Религиозно-общественные изменения в процессе посткоммунистических трансформаций: Украина в центрально-восточноевропейском контексте».
В 2004 году был стипендиатом программы Фулбрайта Украины. Исследовал проблемы религиозной свободы и национальной идентичности в Университете Бригема Янга, штат Юта, США.
С 1991 по 1992 год — научный сотрудник Института социологии НАН Украины.
С 1992 года — ведущий сотрудник Института философии НАН Украины имени Г. С. Сковороды.
В 1995 — 2004 годах — главный редактор научно-популярного журнала «Человек и мир».
В 2005 — 2008 годах — руководитель киевского бюро Радио «Свобода».
С 2001 года — президент Украинской ассоциации религиозной свободы.
С 2005 — преподаватель Дипломатической академии при МИД Украины.
С 2010 года — профессор Украинского католического университета.
С 2011 года — профессор Национального педагогического университета имени М. П. Драгоманова.
23 апреля 2019 года присвоено учёное звание профессора.
С 1 января 2021 года — сотрудник отдела этнополитологии Института политических и этнонациональных исследований имени И. Ф. Кураса Национальной академии наук Украины.

## Научная деятельность
Автор многочисленных книг, научных трудов и публикаций как в Украине, так и за рубежом (США, Великобритания, Швейцария, Польша, Сербия, Россия, Бельгия, Германия и другие) Сфера научных интересов: социология и политология религии, религия и глобализация, религия и конфликт, государственно-церковные отношения.
В 2000 году подготовил проект Меморандума «Религия и изменения в Центральной и Восточной Европе», на основе которого Парламентская Ассамблея Совета Европы приняла одноименную Рекомендацию № 1556 (апрель 2002).
Самые известные монографии: «Великое возвращение: религия в глобальной политике и международных отношениях конца XX — начала XXI века» (2013 год), «Религия после коммунизма. Украина в центрально-восточноевропейском контексте» (2002 год).

## Политическая деятельность
С марта 2014 года советник премьер-министра Украины Арсения Яценюка.
На внеочередных парламентских выборах 2014 был избран народным депутатом Украины VIII созыва по спискам политической партии «Народный фронт». В Верховной Раде VIII созыва заместитель Председателя Комитета по вопросам культуры и духовности, председатель подкомитета по вопросам государственной политики в сфере свободы совести и религиозных организаций. Принял участие в 98 % Заседаний Комитета. Автор или соавтор ряда законов, направленных на развитие культурных индустрий, сохранения культурного наследия, реализацию конституционных гарантий свободы совести. В частности, «О внесении изменений в некоторые законы Украины относительно волонтерской деятельности», «О государственной поддержке кинематографии в Украине», «О внесении изменений в некоторые законы Украины (относительно учреждения религиозными организациями учебных заведений)», «О внесении изменений в Закон Украины „Об охране культурного наследия“ (относительно предоставления объектам подводного культурного наследия статуса Морского мемориала)».
Кандидат в народные депутаты от партии «Украинский Стратегия Гройсмана» на парламентских выборах 2019, № 10 в списке.
Является сторонником запрета Украинской православной церкви Московского патриархата.
На пресс-конференции в ноябре 2022 года президент Украины Владимир Зеленский заявил, что ему предложили Еленского в качестве советника как специалиста в религиозной сфере Украины.
Согласно индексу iMoRe, характеризующий усилия власти по внедрению реформ, по результатам четырех сессий 8 созыва, занял 24 место по поддержке реформаторских законопроектов среди 416 депутатов.

## Награды
В 2018 году был награждён орденом «За заслуги» III степени по случаю 27-го Дня Независимости Украины.

## Семья
Женат. Имеет дочь, сына и двух внуков.